# Oreithales
Oreithales es un género con una sola especie, Oreithales integrifolia, de plantas de flores perteneciente a la familia Ranunculaceae. 